# Gustaf Brusewitz
Gustaf Henrik Brusewitz, född 3 oktober 1812 i Göteborg, död där 16 juni 1899, var en svensk målare, fornforskare och museiintendent i Göteborg. Han var son till grosshandlaren i Göteborg Gustaf Brusewitz och hans hustru Maria Charlotta Busch samt bror till Fredrik Brusewitz. 

## Biografi
Brusewitz studerade vid Konstakademien i Stockholm 1829–1836 och för gravören Christian Didrik Forssell. Han var elev vid Franska akademin i Rom i Villa Medici 1839–1840, studerade i Paris 1842–1845 på Léon Cogniets ateljé och vid teckningsakademin i Schweiz.  
Han ägnade sig åt historiskt och religiöst måleri, men var främst verksam inom fornforskning och var intendent för den historiska avdelningen på Göteborgs museum 1865–1891. Han tecknade av en stor mängd av Bohusläns fornminnen och utgav flera arbeten om landskapets äldre historia och arkeologi. Han var gift med Sofia Amalia Lindhé 21 juli 1850. 
Brusewitz är representerad vid bland annat Göteborgs Historiska museum, Göteborgs konstmuseum, Norrköpings konstmuseum och Nationalmuseum i Stockholm.

## Bilder

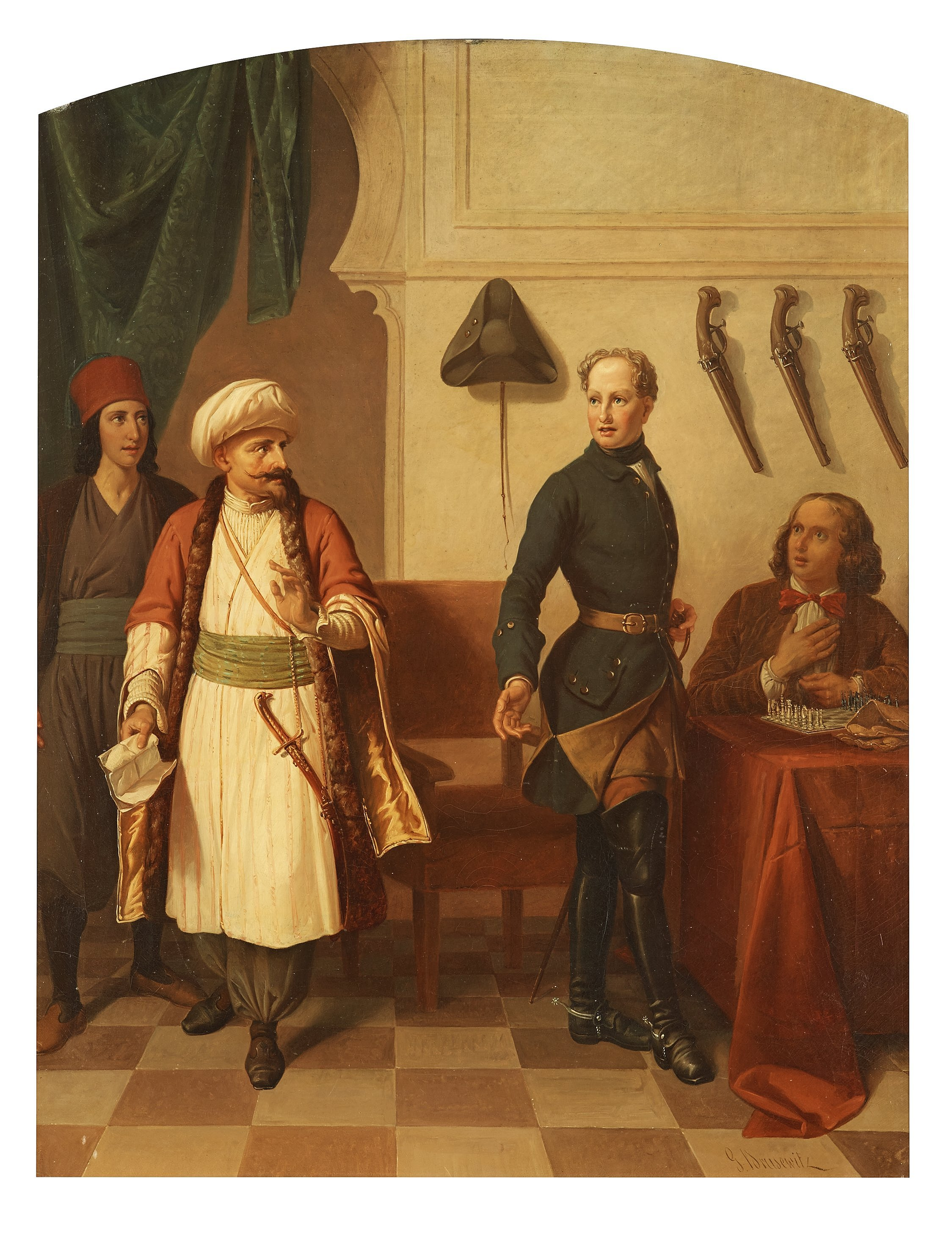
Kung Karl XII i Bender. Oljemålning.
Porträtt av Hilda Amalia Brusewitz (f. 1853). Oljemålning.
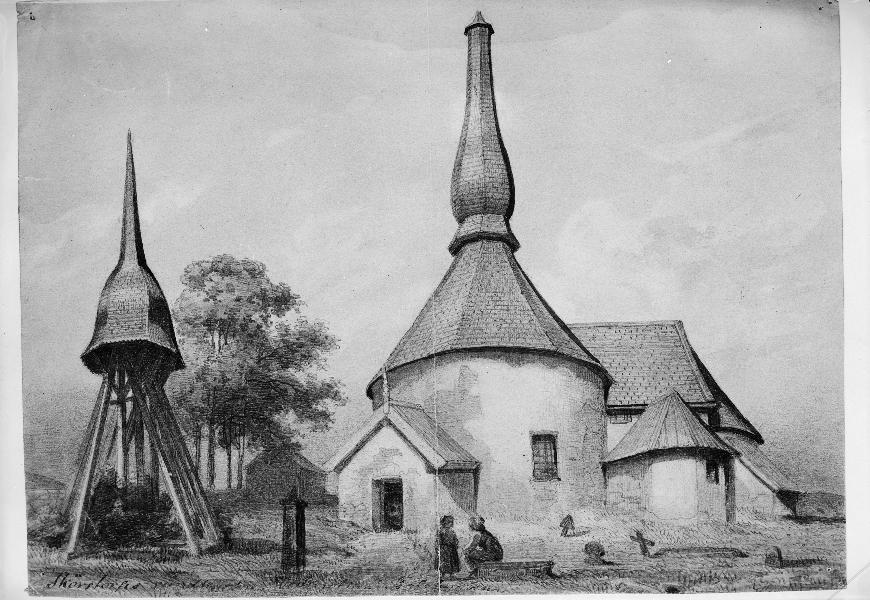
Skörstorps kyrka. Teckning.
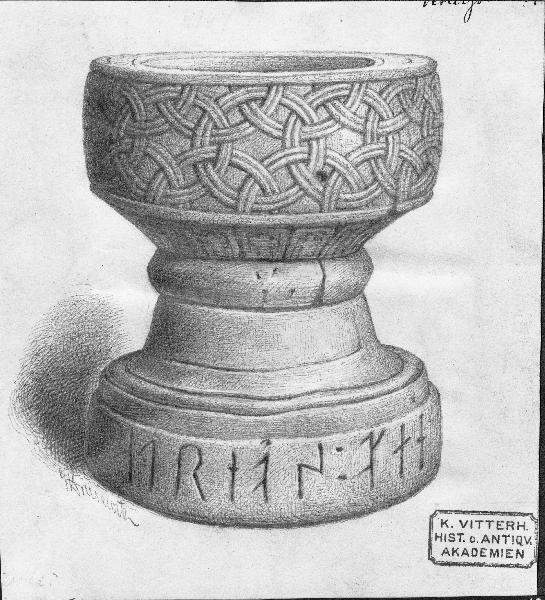
Dopfunt i Finnekumla kyrka. Teckning.
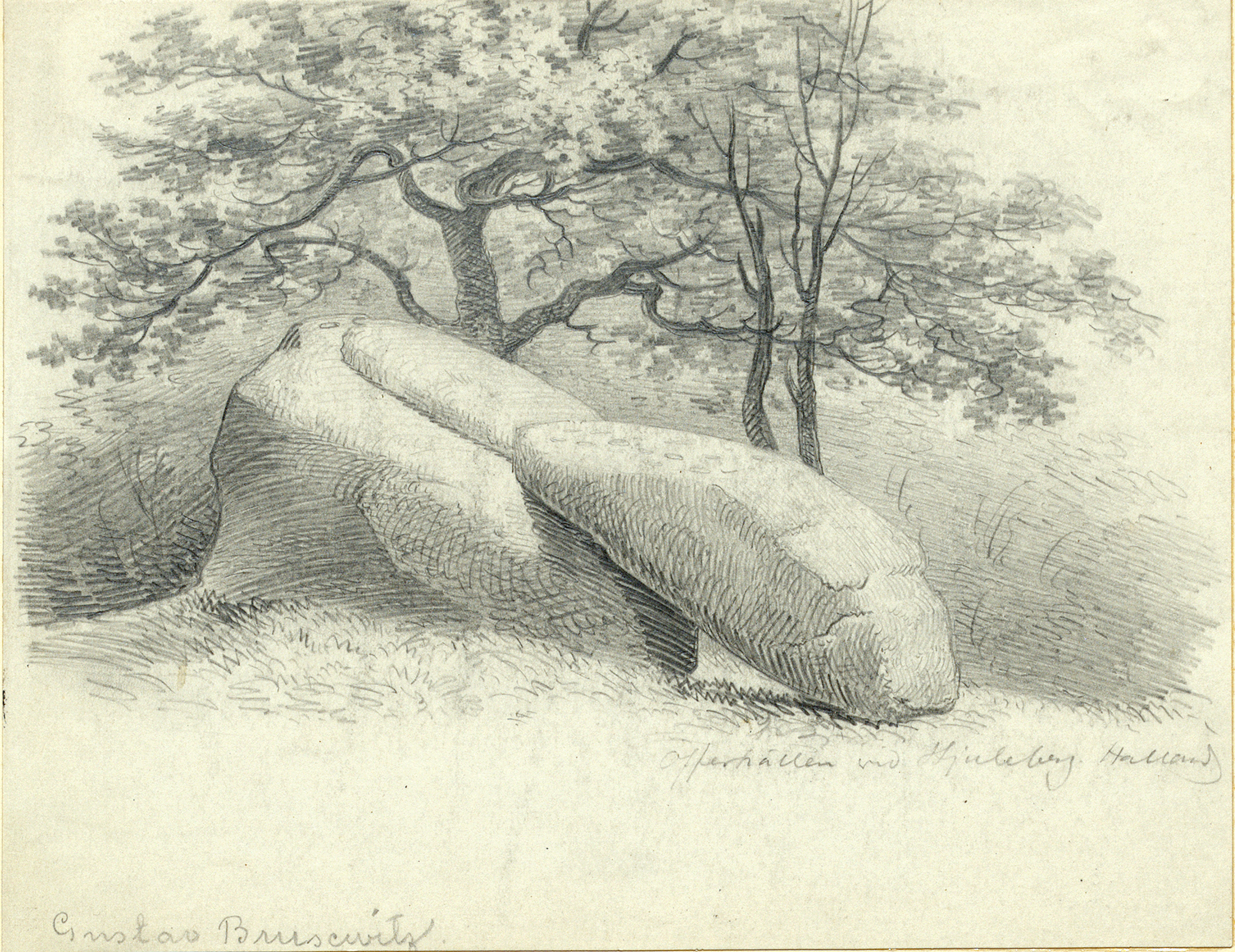
Offerhäll med skålgropar. Teckning

### Postum utgivning
- Anteckningar under vistelsen i Falkenbergstrakten sommaren 1864 / avskrivna och med nödiga kommentarer försedda av Sven Granlund. Samfundet Hallands biblioteks vänners publikationer ; 1. Halmstad: Hallands biblioteks vänner. 1950. Libris 1389947
- Anteckningar rörande fornlemningar, äldre byggnader och historiska minnen i Halmstad, Tönnersjö och Höks härader af Halland under en vandring i juli månad 1858 / avskrivna och med nödiga kommentarer försedda av Sven Granlund. Samfundet Hallands biblioteks vänners publikationer ; 2. Halmstad: Samfundet Hallands biblioteks vänner. 1952. Libris 1492388
- Anteckningar under vandringar i södra Halland sommaren 1865 / avskrivna och med nödiga kommentarer försedda av Sven Granlund. Samfundet Hallands biblioteks vänners publikationer ; 3. Halmstad: Samfundet Hallands biblioteks vänner. 1953. Libris 1492389
- ”Anteckningar under en vistelse i den så kallade Fahlebygden år 1860”. Falbygden (Falköping  : Falbygdens museum, 1927-) 1985 (39),:  sid. 8-43  : ill. 1985. ISSN 0347-2833. ISSN 0347-2833 ISSN 0347-2833. Libris 2887740
- ”Anteckningar under en vistelse i Sköfde och vandringar deromkring år 1861”. Falbygden (Falköping  : Falbygdens museum, 1927-) 1986 (40),:  sid. 7-30  : ill. 1986. ISSN 0347-2833. ISSN 0347-2833 ISSN 0347-2833. Libris 2888034
- ”Anteckningar om en resa uti Vestergötland 1862”. Falbygden (Falköping  : Falbygdens museum, 1927-) 1987 (40),:  sid. 5-26  : ill. 1987. ISSN 0347-2833. ISSN 0347-2833 ISSN 0347-2833. Libris 2888085

### Redaktörskap
- Holmberg, Axel Emanuel; Brusewitz Gustaf Henrik (1867). Bohusläns historia och beskrifning (2. uppl. /efter författarens död genomsedd och rättad af G. Brusewitz). Örebro. Libris 417489
  - Holmberg, Axel Emanuel; Brusewitz Gustaf Henrik (1908-1913). Bohusläns historia och beskrifning ([3. utg.]). Göteborg: Göteborgs Aftonblad. Libris 3235038 - Omtryck af andra upplagan [Örebro 1867; "efter författarens död genomsedd och rättad af G. Brusewitz"]